# Oscar Ghiglia
Oscar Ghiglia (Livorno, Italia, 13 de agosto de 1938-3 de marzo de 2024) fue un guitarrista clásico italiano. Además de virtuoso en su instrumento, fue catedrático de guitarra en la Academia de Música de la Ciudad de Basilea (en alemán, Musik-Akademie der Stadt Basel) desde 1983 hasta 2004.

## Historia
Nacido en el seno de una familia de artistas —su padre y su abuelo fueron pintores famosos, su madre era pianista— Oscar Ghiglia tuvo que elegir entre un camino sembrado de pinceles y colores y un mundo de armonía y melodía. 
Pronto se dio cuenta de que la música era su camino, pero a pesar de su temprana elección, produjo un centenar de acuarelas y una serie de pinturas al óleo. Esta decisión se la agradece a su padre, que un día lo hizo posar para una pintura que mostraba a un guitarrista y para ello tuvo que sostener la guitarra de su padre, un compañero de sus reflexiones artísticas frente a su formación. Esta pintura fue el comienzo de toda una vida de dedicación disciplinada a la música.
Oscar Ghiglia se graduó en el Conservatorio de Santa Cecilia en Roma y pronto empezó a estudiar con Andrés Segovia, que fue su mayor influencia e inspiración durante sus años de formación. Más tarde Oscar Ghiglia "heredó" la clase de Segovia en la Accademia Chigiana de Siena y comenzó a difundir su propia enseñanza alrededor de los cinco continentes.
Oscar Ghiglia fundó el Departamento de Guitarra en el Aspen Music Festival, (Aspen, Colorado, EE. UU.), así como el Festival de Musique des Arcs y el "Incontri Chitarristici di Gargnano", fue  profesor visitante en centros como el de Cincinnati y conservatorios como el de San Francisco , la Juilliard School , la Hartt School y la Universidad de Northwestern de Evanston, Illinois. En todos estos centros y en otros lugares Ghiglia ha fomentado el talento y la formación o el perfeccionamiento de las perspectivas y la interpretación musical de jóvenes artistas.
Además de realizar giras como solista, Oscar Ghiglia ha tocado y grabado con destacados cantantes como Victoria de Los Ángeles, Jan de Gaetani, Gerald English, John McCollum, flautistas como Jean -Pierre Rampal y Julius Baker; conjuntos como el Juilliard String Quartet, el Emerson String Quartet, el Cleveland String Quartet, el Quartetto d’archi di Venezia y el Tokyo String Quartet; violinistas como Giuliano Carmignola, Franco Gulli, Salvatore Accardo y Regis Pasquier; violistas como Bruno Giuranna y Pinchas Zukerman; violonchelistas como Adam Krzeszowiec, Albert Roman y Laszlo Varga, guitarristas como Eliot Fisk, Shin-Ichi Fukuda, Letizia Guerra, Antigoni Goni y Elena Papandreou. Oscar Ghiglia fue miembro fundador del International Classic Guitar Quartet (con, en diferentes turnos: Benjamin Bunch, O. Koga, Anders Miolin, S. Schmidt y Andreas von Wangenheim).
Fundador del Concurso Internacional de Guitarra de Gargnano (Italia ), Ghiglia cuenta con un gran número de ganadores de primeros premios entre sus alumnos en concursos de todo el mundo .
En 2006, después de retirarse del Basel Musk-Akademie, en Basilea, Suiza, donde ocupaba la cátedra de guitarra entre 1983 hasta 2004, se trasladó a Grecia, después de su matrimonio con su colega y exalumna Elena Papandreou, y ahora es profesor de guitarra en la Universidad de Macedonia en Tesalónica. 
Tras de su CD "Manuel Ponce Guitar music", "J.S. Bach obras para laúd" y un DVD de su repertorio favorito, continúa su vida concertista través de los océanos y sus residencias en las universidades de Cincinnati, (Ohio, Evanston, Illinois), así como sus clases en verano en la Academia Chigiana de Siena y su "Incontri Chitarristici di Gargnano", a orillas del lago de Garda.